# 233-я стрелковая дивизия (2-го формирования)

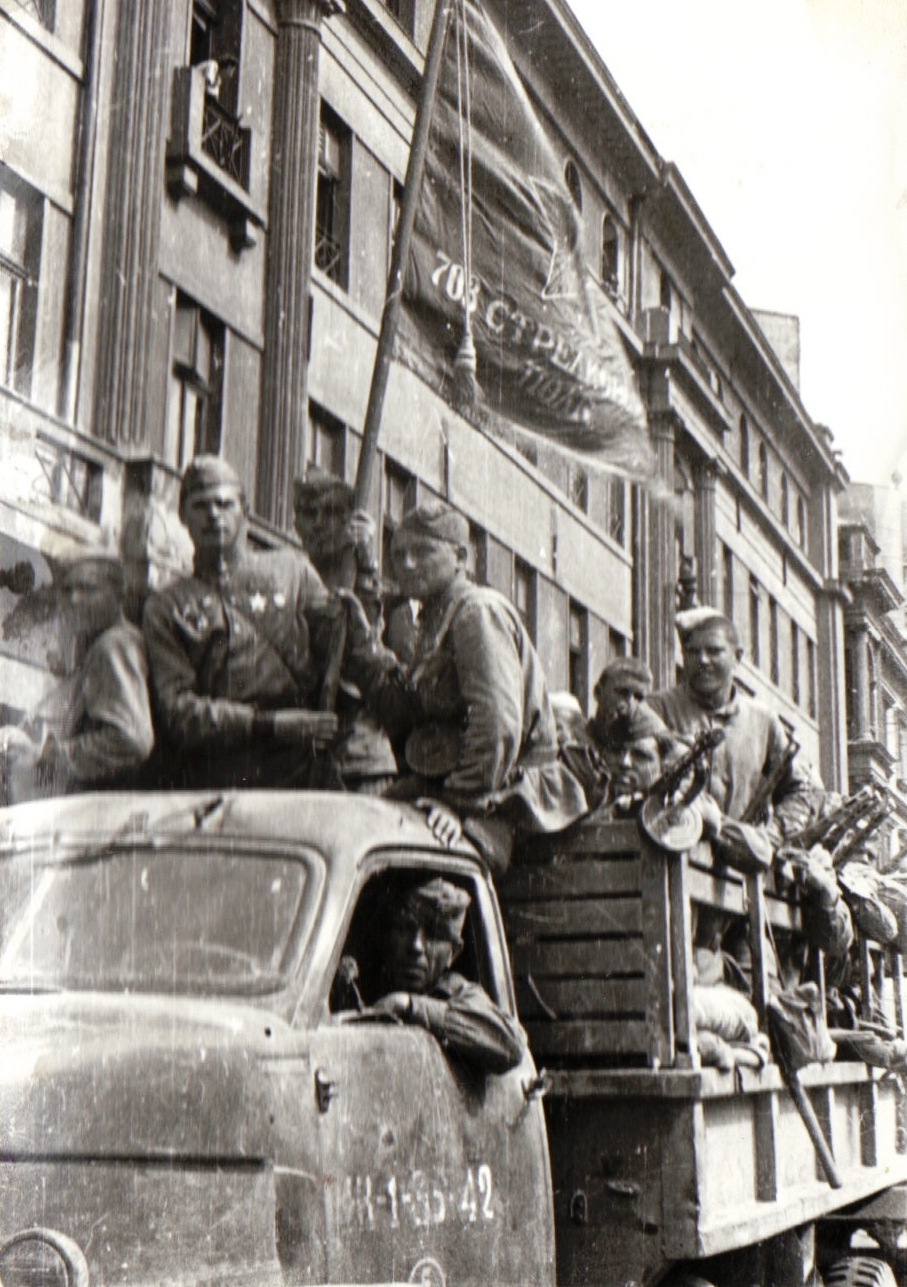
Военнослужащие 703-го стрелкового полка на «студебекере» едут по Бухаресту, 30 августа 1944 года.

233-я стрелковая Кременчугско-Знаменская Краснознамённая дивизия — стрелковое формирование (дивизия, общевойсковое соединение) РККА ВС Союза ССР, во время Великой Отечественной войны.

## История
Дивизия стрелков сформирована в марте — мае 1942 года в городе Киров (Уральский военный округ) на базе выведенной на отдых и пополнение, после Ржевско-Вяземской наступательной операции, 34-й отдельной стрелковой бригады.
С июня по август 1942 года соединение было в составе Московской зоны обороны. Передислоцирована на Воронежский фронт, в составе которого, а затем Донского фронта (24-я армия) принимала участие в обороне Сталинграда. С 8 февраля по 8 июля 1943 года — в резерве Ставки ВГК.
В составе войск Степного, а затем 2-го Украинского фронтов участвовала в освобождении Левобережной Украины, форсировании Днепра и наступлении на Кировоградском направлении. В ходе ожесточённых боёв во взаимодействии с другими соединениями фронта дивизия освободила города Кременчуг и Знаменку. 29 сентября 1943 года на праздновании одержанной победы и освобождения города Кременчуг приказом Верховного главнокомандующего дивизии присвоено почётное наименование «Кременчугская», а 10 декабря — «Знаменская».
За боевые заслуги стрелковое соединение награждено орденом Красного Знамени.
26 декабря 1944 года, действуя в составе 57-й армии, дивизия понесла потери в боях с частями 1-й казачьей дивизии РОА в районе хорватских населённых пунктов Вировитица и Питомача.
Боевые действия дивизия завершила 9 мая 1945 года, при демобилизации Союза ССР расформирована.

## Состав
- управление (командование, отделы, отделения и так далее);
- 572-й стрелковый полк;
- 703-й стрелковый полк;
- 734-й стрелковый полк;
- 684-й артиллерийский полк;
- 321-й отдельный истребительный противотанковый дивизион;
- 275-я отдельная разведывательная рота;
- 341-й отдельный сапёрный батальон;
- 606-й отдельный батальон связи (отдельная рота связи);
- 284-й медико-санитарный батальон;
- 278-я отдельная рота химической защиты;
- 298-я автотранспортная рота;
- 387-я полевая хлебопекарня;
- 857-й дивизионный ветеринарный лазарет;
- 1535-я полевая почтовая станция;
- 1637-я полевая касса Государственного банка[3].

## Награды
| Награда (наименование, орден)         | Дата награждения                                                         | За что награждена |
| ------------------------------------- | ------------------------------------------------------------------------ | --- |
| Почётное наименование «Кременчугская» | Приказ Верховного Главнокомандующего СССР № 26, от 29 сентября 1943 года | За овладение городом Кременчуг — сильным предмостным опорным пунктом немцев на левом берегу реки Днепр.                                                                       |
| Почётное наименование «Знаменская»    | Приказ Верховного Главнокомандующего СССР № 48, от 10 декабря 1943 года  | За овладение городом Знаменка — важнейшим железнодорожным узлом Правобережной Украины и мощным опорным пунктом обороны немцев на кировоградском направлении.                  |
| Орден Красного Знамени                | Указ Президиума Верховного Совета СССР от 6 января 1945 года             | За образцовое выполнение заданий командования в боях с немецкими захватчиками при форсировании Дуная и прорыве обороны противника и проявленные при этом доблесть и мужество. |

Награды частей дивизии:
- 572-й стрелковый Бухарестский ордена Кутузова[5] полк,
- 703-й стрелковый Белградский Краснознамённый[6] ордена Суворова[5] полк,
- 734-й стрелковый ордена Богдана Хмельницкого (II степени)[6] полк,

## Командиры
Дивизией командовали:
- Панков, Геннадий Петрович (16.05.1942 — 20.09.1942), полковник
- Баринов, Иосиф Фёдорович (24.09.1942 — 05.02.1943), полковник
- Вронский, Яков Никифорович (06.02.1943 — 26.07.1943), полковник
- Соколов, Юрий Иванович (27.07.1943 — 23.10.1943), полковник
- Щеглов, Иван Фомич (24.10.1943 — 30.11.1943), полковник
- Водопьянов, Иван Михайлович (31.11.1943 — 07.01.1944), полковник
- Таранов, Дмитрий Ильич (08.01.1944 — 08.03.1944), полковник
- Водопьянов, Иван Михайлович (09.03.1944 — 03.06.1944), полковник
- Сидоренко, Тимофей Ильич (04.06.1944 — 10.03.1945), полковник
- Бережнов, Фёдор Павлович (11.03.1945 — октябрь 1945), полковник, генерал-майор.

## Герои Советского Союза
- Ананьев, Иван Фёдорович, красноармеец, пулемётчик 572-го стрелкового полка.
- Батов, Владимир Васильевич, капитан, командир батальона 734-го стрелкового полка.
- Беликов, Сергей Иосифович, майор, командир 341-го отдельного сапёрного батальона.
- Блау, Александр Александрович, майор, командир батальона 572-го стрелкового полка.
- Воронцов, Николай Алексеевич, старший лейтенант, командир пулемётной роты 703-го стрелкового полка.
- Долгов, Иван Николаевич, подполковник, командир 734-го стрелкового полка.
- Зюльковский, Василий Афанасьевич, капитан, командир 341-го отдельного сапёрного батальона.
- Кянжин, Пантелей Кузьмич, старший лейтенант, заместитель командира батальона 703-го стрелкового полка.
- Ободовский, Василий Григорьевич, старший сержант, командир взвода 703-го стрелкового полка.
- Решетов, Сергей Никитович, старший лейтенант, командир роты 703-го стрелкового полка.
- Уразов, Ильяс, лейтенант, командир взвода 572-го стрелкового полка.
- Хатанзейский, Андрей Гурьевич, сержант, командир отделения 341-го отдельного сапёрного батальона.